# Жуткие 13
«Жуткие 13» (англ. 13 Eerie) — канадский фильм ужасов 2013 года. Режиссёрский дебют Лоуэлла Дина.

## Сюжет
Шестеро амбициозных выпускников-судмедэкспертов — Меган (Кэтрин Изабель), Дэниел (Брендан Фер), Джош (Брендан Флетчер), Патрик (Джесси Мосс), Кейт (Кристи Паттерсон) и Роб (Майкл Эйснер) — отправляются на финальный полевой экзамен на отдалённый остров, где будут бороться за работу стажёра в ФБР. Учения проводит профессор криминалистики Томкинс (Майкл Шэнкс), который разделяет студентов на пары, вручает им рации и следит за действиями испытуемых через монитор в своей хижине. Вскоре выясняется, что раньше на острове содержались пожизненно осужденные преступники, над которыми проводились биологические опыты. Несколько восставших из мёртвых преступников начинают охоту на будущих криминалистов, устраивая на них засады в лесу. Бывший зэк Ларри (Ник Моран), транспортировавший студентов, пытается сообщить Томкинсу о нападении живых мертвецов, однако тот настроен скептически и не верит ему, пока зомби не нападают на хижину профессора. В итоге, борьба за должность судмедэксперта ФБР становится борьбой за жизнь.

## В ролях
| Актёр              | Роль                  |
| ------------------ | --------------------- |
| Кэтрин Изабель     | Меган                 |
| Брендан Фер        | Дэниел                |
| Джесси Мосс        | Патрик                |
| Брендан Флетчер    | Джош                  |
| Кристи Паттерсон   | Кейт                  |
| Майкл Эйснер       | Роб                   |
| Майкл Шэнкс        | профессор Томкинс     |
| Ник Моран          | Ларри Джефферсон      |
| Линдон Брэй        | капитан ФБР Венециано |
| Райленд Александер | зомби с татуировками  |
| Джейсон Труонг     | зомби                 |

## История создания
Съёмки проходили в окрестностях города Мус-Джо в провинции Саскачеван, Канада. Производством фильма занимались компании Don Carmody Productions и Minds Eye Entertainment. Премьера состоялась 2 апреля 2013 года.

## Критика
Рохит Рао (англ. Rohit Rao), рецензент с сайта DVD Talk, дал фильму негативную оценку, отметив его клишированность:

Необычного места действия недостаточно, чтобы спасти «Жуткие 13» от падения в яму клише, созданных его предшественниками (слэшерами и зомби-хоррорами).
Оригинальный текст (англ.)An unusual setup isn't enough to save 13 Eerie from falling into the pit of clichés created by its zombie and slasher forefathers.

В то же время, на сайте DVD Verdict Элис Нельсон очень положительно отозвалась о фильме.